# Petr Kocman (zpěvák)
Petr Kocman (* 6. dubna 1976 Brno) je český zpěvák a hráč na kytaru, foukací harmoniku, mandolínu, basu; vedle toho také hudební producent, aranžér a studiový hráč.
Od devíti let vystupoval se svým otcem Zdeňkem Kocmanem, nejprve v duu nebo jako hosté různých kapel. Později si společně založili kapelu Daňový únik, jejíž název vymyslel jejich kamarád Honza Vyčítal. Ve svých jedenácti letech poprvé veřejně vystupoval s Michalem Tučným. Jedenáct let, od roku 1995 do roku 2006, působil jako člen skupiny Greenhorns Honzy Vyčítala.
V současnosti hraje se svou doprovodnou skupinou PK Band. Dále také s Jiřím Vondráčkem a jejich společnou kapelou VOKOBERE. Mnoho let také spolupracuje na koncertech a na natáčení desek s bratry Honzou a Františkem Nedvědy. Na Country radiu připravuje každý týden svůj pravidelný autorský pořad s názvem Country je všechno, co se mi líbí, který je vysílán v premiéře každé pondělí večer 20:00–21:00. Představuje posluchačům hudbu ze svého archivu, který čítá několik tisíc CD, včetně pravidelných novinek z celého světa. Country hudba, kterou pouští a propaguje, je crossover s ostatními žánry jako třeba rock, pop, blues, jazz, swing, rocknroll atd., čemuž odpovídá název pořadu.
Své pořady také má na internetovém rádiu Click & Country.

## Diskografie
- Best Of 1995 - 2015 Tommü 2015
- Dej Country Štěstí - Multisonic 1999
- Crazy Man - Akordshop 2008
- Kocman Country Family  „Sranda Country“ - Multisonic 1997
- Petr Kocman & Greenhorns „Greenhorns hlavou dolů“ - Polygram 1997
- Petr Kocman & Greenhorns „Masters Serie“ – Polygram 1998
- Petr Kocman & Greenhorns „Greenhorns 2000“ - Polygram 1999
- Petr Kocman & Greenhorns „Greenhorns 60“ - Universal 2002
- Petr Kocman & Greenhorns „Dalas´“ - Universal 2003
- Petr Kocman & Greenhorns „Rovnou,tady rovnou“ - Universal 2004
- Petr Kocman & Greenhorns „Těm kteří tu už nejsou“ - Multisonic 2005
- Honza Vyčítal „V baru zlatá Praha „ - Universal 2000
- Honza Vyčítal „Zvířecí farma“ - Universal 1997
- Honza Vyčítal „Modlitba za Wimpyho a Wabiho“ - Venkov 1995
- Lucie Vondráčková "Duety" - Universal 2014
- Lucie Vondráčková "Fénix" - Universal 2008
- Lucie Vondráčková "Dárek" - Universal 2010
- Lucie Vondráčková "Oheň" - Universal 2013
- Lucie Vondráčková "2x20" - Universal 2011
- Lucie Vondráčková “Boomerang” - Tommü 2006
- Michal David & Lucie Vondráčková "Hit Tour 2013" - Tommü Records 2013 CD a DVD
- Honza Nedvěd "Ta noc kdy mi vyšlo slunce" - Universal 2007
- Honza Nedvěd "Lidovké písničky " - Universal 2008
- Honza & František Nedvědovi "Souhvězdí jisker" - Universal 2011
- Lucie Bílá & František Nedvěd "Anděl" - 2015
- Nedvědi 60 a Fešáci 40 - Lucerna Live CD a DVD - Universal 2008
- Fešáci "Je nám 40" - Vaško Music 2007
- Fešáci V Lucerně DVD - Supraphon 2004
- Půlstoletí české country - Supraphon 2015
- Fešáci 45 let - Supraphon 2012
- Country Vánoce - Supraphon 2004
- 50 let Fešáků v Lucerně - Double Eagle Records 2018
- On The Road - Universal 2003
- Folk & Country Hity - Universal 2003
- Legendy české country - Universal 2005
- Lásko mě ubývá sil – Universal 2006
- Beat-In – “Nad Vltavou” - New Gate Records 2006
- Věra Martinová  “Kytarová” - Popron 2004
- Já na bráchu country - Universal 2004
- Folk a Country dálnice - Universal 2004
- Tomáš Linka a hosté - Pupava 2004
- Písničky o rybách a rybářích - Multisonic 2003
- Vánoční písničky dětem - Multisonic 2003
- Country duety - Multisonic 2003
- Petr Novotný “Poprvé a naposled” - Česká hudba 2001
- 1.Český country festival v New Yorku - Universal 2001
- Fešáci “V Kristových letech” - Monitor 2000
- Gabi Gold “13 Golden Hits” – Drozda Ltd. 2000
- Denisa Marková “všechno co mám” – Millenium 2000
- Veteráni – Universal 2000
- Country Express Praha-Nashville – Popron 2000
- Schovanky “Pánská jízda” – Universal 1999
- Jan Čenský “Honzova hitparádaů – Multisonic 1999
- Country Kolekce 2 – Multisonic 1998
- Jiří Veisser “Country Ranger” – Happy 2001
- 24 Folk a Country hitů – Universal 1998
- Vánoce s Fešáky - Zoretti 2010
- Fešáci “Fešáci u klokanů” – AB studio 1998
- 30 let české country 1,2,3 – Universal 1998
- Kateřina Brožová “Zpívám si” – Multisonic 1997
- Folk a Country hity – Universal 1997
- Country dálnice 2 – Polygram 1997
- Country dálnice 1 – Polygram 1996
- Battledress – Polygram 1995
- Krajina české country – Readers Digest 1999
- a další